# ラス・カリフォルニアス

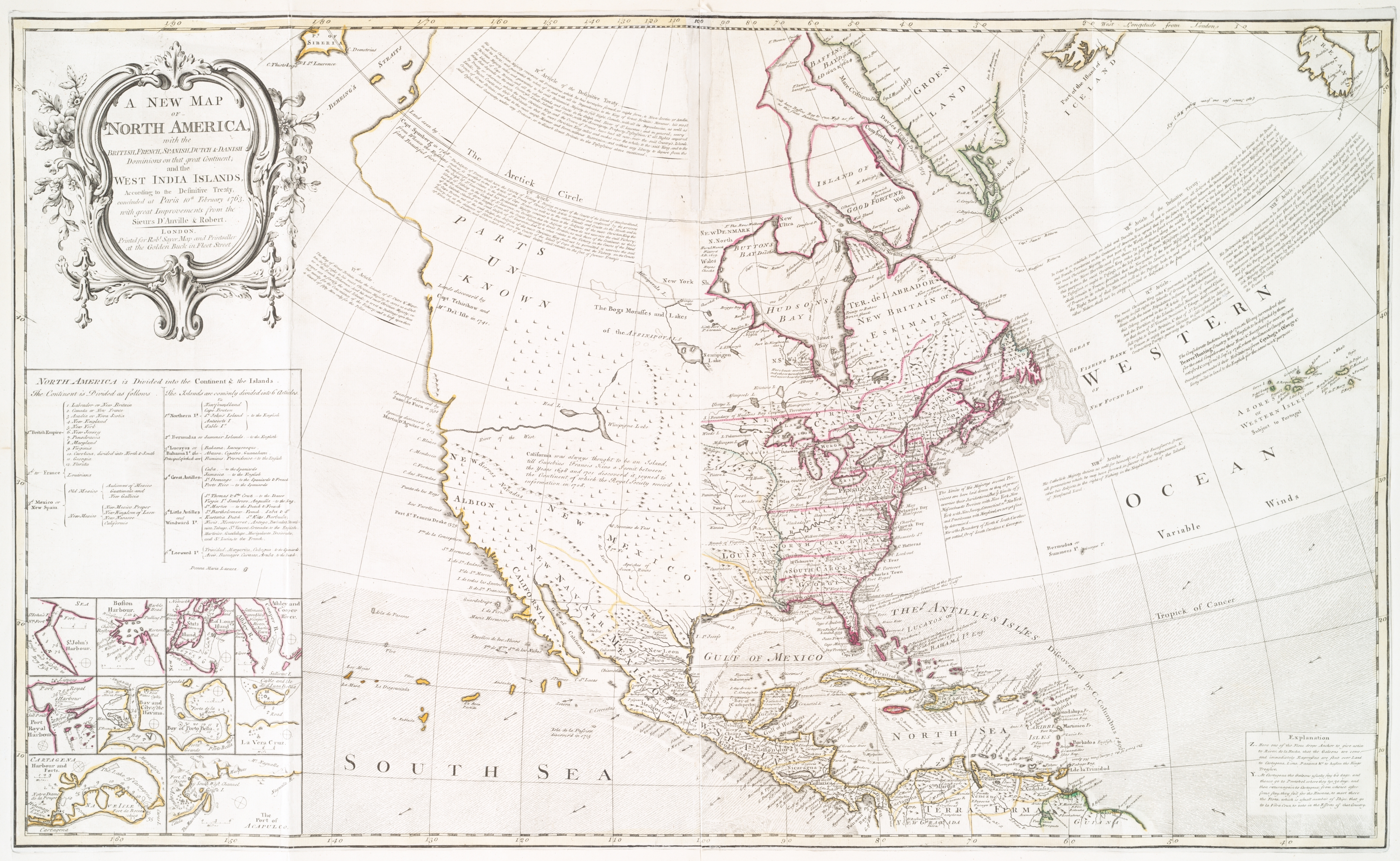
1763年のパリ条約後にロンドンで作成された『北アメリカ新地図』。ラス・カリフォルニアス州が成立する5年前。「California」の地名はバハ・カリフォルニア半島上に見える

ラス・カリフォルニアス（スペイン語: Las Californias）は、1768年から1804年までヌエバ・エスパーニャ副王領（西半球とスペイン領東インドにあるスペインの植民地）の北西端を構成していた州。

## 語源
スペインの植民政府による複数形の「ラス・カリフォルニアス」の使われ方には、無理もない混乱があった。カリフォルニアの歴史学者であるセオドア・ヒッテルは、以下のように説明している。
非常に早い時代、まだこの地が独立した島または諸島であると考えられていたころ、複数形で「Las Californias」と一般的に呼ばれていた。後に半島であることが確かめられると、単に「California」と呼ばれるようになった。しかし、カリフォルニアと呼ばれる地域の範囲は決められていなかった。陸路サンディエゴとモントレーの植民のために探検が行われたとき、かれらはカリフォルニアの外に出たわけではなく、カリフォルニアの新しい部分を進んでいると理解されていた。徐々に半島部はAntiguaすなわち旧カリフォルニアと呼ばれ、残る不定の地域をNuevaすなわち新カリフォルニア、後にはアルタ(上)カリフォルニアと呼ぶことが一般的になった。同時に古い複数形の「Californias」も復活したが、以前よりもはっきりした意味を持つようになった。

## 歴史
カリフォルニア占領の最初の試みは、イエズス会の宣教師エウセビオ・キノによって1683年に行われた。しかし彼の設立した伝道所であるミッション・サン・ブルーノは失敗に終わり、別のイエズス会宣教師フアン・マリア・デ・サルバティエラによって1697年にようやくミッション・デ・ヌエストラ・セニョーラ・デ・ロレト・コンチョが成功裡に設立された。この伝道所はカリフォルニア最初の永住植民地であり、かつ最初の行政の中心でもあったロレトの核になった。イエズス会士はバハ・カリフォルニア半島の南2⁄3にさらに18の伝道所を建設した。

### ヌエバ・エスパーニャの州
1767年、イエズス会は伝道所から追放され、フランシスコ会が取ってかわった。その移行を監督するためにガスパル・デ・ポルトラが総督に任命された。同時に、新たな監察官(visitador)のホセ・デ・ガルベスが州を組織・拡大するためにスペイン本土から派遣された。
野心的な名称である「ラス・カリフォルニアス」は、副王のデ・クロワと監察官ホセ・デ・ガルベスの連名によるスペイン王への1768年1月28日の文書によって発足した。ガルベスはすでに植民が確立した「アンティグア」（Antigua、旧）地域と、北部の未探検の土地である「ヌエバ」（Nueva、新）地域を区別しようとした。当時、州内で探検・植民を終えている場所は、かつてイエズス会の伝道所があった場所の周辺のみであったが、北部のフロンティアの探検と植民が真剣に取りくまれるようになると、地理的な「アルタ」（Alta、上）と「バハ」（Baja、下）という名前のほうが好まれるようになっていった。
ラス・カリフォルニアス州は、1804年にアルタ・カリフォルニア州とバハ・カリフォルニア州に分割された。 1804年の分割時までに「アルタ」州は沿岸を北へ、現在のアメリカ合衆国カリフォルニア州のサンフランシスコ・ベイエリアまで含むように拡大されていた。領地拡大はガスパル・デ・ポルトラ（1769年）とその後継者であるペドロ・ファヘス（1770年）、フアン・バウティスタ・デ・アンサ、およびフランシスコ会の宣教師らによって遂行された。メキシコ独立後もこの2分割は継続されたが、州にするには人口が少なすぎるために領土(territorio)に格下げとなった。

### メキシコの県
1836年に「シエテ・レイェス」（七憲令）と呼ばれる保守的な政治改革が行われた。その一環としてアルタ・カリフォルニアとバハ・カリフォルニアは統合されて単一の県(departamento)にまとめられ、「ラス・カリフォルニアス」の呼称が復活した。七憲令は米墨戦争中の1847年に撤回され、ラス・カリフォルニアスは再び分割された。
米墨戦争でメキシコが敗れた後、アルタ・カリフォルニアの大部分はグアダルーペ・イダルゴ条約によって1848年2月2日にアメリカ合衆国に譲渡された。新たなアメリカ＝メキシコ国境は、かつてのアルタ・カリフォルニアとバハ・カリフォルニアの境よりもわずかに北に設定され、「ラス・カリフォルニアス」および「アルタ・カリフォルニア」の語は公式には使われなくなった。米国の取得した土地は政府を持たない「領土」(territory)として軍制が敷かれ、文民統制と政治組織の再建は保留された。2年後、カリフォルニアはこの領土において最初に州に昇格した。
バハ・カリフォルニアは州には属さず、20世紀までメキシコの直轄地であり続けた。1930年に南北2つに分割され、1952年に北部がバハ・カリフォルニア州、1974年に南部がバハ・カリフォルニア・スル州として州に昇格した。

## 地理
バハ・カリフォルニア半島は三方を太平洋（南と西）とカリフォルニア湾（東）という海に囲まれている。アルタ・カリフォルニアの方は、西は太平洋・東は砂漠で区切られている。北の州境は1819年のアダムズ＝オニス条約で決定され、現在もアメリカ合衆国のカリフォルニア州、ネバダ州およびユタ州西部の北の州境になっている。
内陸部の大部分はスペイン人によって探検されておらず、一般に植民政府の管轄外になっていた。カリフォルニア半島山脈、トランスバース山脈東部、シエラネバダ山脈などの山脈、そして東部の雨蔭にあるコロラド砂漠、モハーヴェ砂漠、グレートベーズン砂漠などの乾燥した地域は、スペイン人の入植に対する天然の障壁となっていた。アルタ・カリフォルニア東端は、スペイン時代にもメキシコ時代にも公式に統治下だったことはなかった。1781年のInstruccionesおよび政府書簡では、アルタ・カリフォルニアはシエラネバダ山脈およびコロラド川下流渓谷を流れるコロラド川下流（現在のカリフォルニア州とアリゾナ州の境界にあたる）の西側と記述している。